# Sohane Benziane
Sohane Benziane (1984 – Vitry-sur-Seine, 4 oktober 2002) was een Frans meisje van Algerijnse afkomst. Ze werd op 4 oktober 2002 levend verbrand in de cité Balzac, een wooncomplex in Vitry-sur-Seine in de Parijse banlieue.
De dader was de toen negentienjarige Jamal Derrar, haar ex-vriend. Hij werd in 2006 tot 25 jaar cel veroordeeld. Het meisje zou zich 'te westers' gedragen hebben. Door haar te verbranden wilde hij haar dwingen een hoofddoek te dragen. De zaak werd mede bekend door de reactie van leeftijdgenoten van Jamal Derrar die het voor hem opnamen. Zo werd er geapplaudisseerd voor hem tijdens een reconstructie van de zaak in 2003.
Op het grasveld voor de flat waar Benziane woonde werd een gedenkplaat aangebracht. De burgemeester van Vitry-sur-Seine wilde niet dat de omstandigheden van Benzianes dood ("levend verbrand") op de gedenkplaat werden beschreven. Omdat de gedenkplaat regelmatig werd vernield door buurtbewoners, werd deze tijdelijk overgebracht naar de Parijse begraafplaats Montparnasse. Daar lag de gedenkplaat op het graf van de feministe Simone de Beauvoir. Uiteindelijk is een nieuwe (onbreekbare) zuil voor de gedenkplaat gemaakt. Deze werd op 4 oktober 2005 in het bijzijn van haar zus Kahina Benziane onthuld bij de flat in de cité Balzac. De plaat heeft als opschrift: À la mémoire de Sohane, morte brûlée vive. Pour que garçons et filles vivent mieux ensemble dans l'égalité et le respect. Sohane Benziane 1984-2002.
De ontzetting over de dood van Sohane Benziane leidde tot de oprichting van het feministische collectief Ni Putes Ni Soumises (vrij vertaald: geen hoeren geen slavinnen) dat de aandacht wilde vestigen op de martelingen en groepsverkrachtingen van meisjes die zich westers gedragen.